# Hans-Peter Joisten
Hans-Peter Joisten, né le 5 janvier 1942 à Cologne et mort le 21 juillet 1973 à 31 ans sur le circuit de Spa-Francorchamps, est un pilote automobile allemand de compétitions sur circuits pour voitures de Tourisme.

## Biographie
Il commence la compétition automobile à la fin des années 1960.
En 1972 il se produit sur Porsche 911 et BMW 2800 CS en Deutsche Rennsport Meisterschaft, en obtenant une neuvième place au classement général (terminant cette année-là troisième de l'Eifelrennen). L'année suivante, il fait équipe avec le jeune Autrichien Niki Lauda sur BMW 3.0 CSL: tous deux remportent en juin les 24 Heures du Nürburgring pour le team Faltz-Alpina, et ils terminent encore troisièmes des 6 Heures du Nürburgring en ETCC et DARM, cette fois avec le Jägermeister-Racing Team. 15 jours plus tard, alors qu'il a pour partenaire l'Australien Brian Muir, Joisten décède durant les 24 Heures de Spa. À la septième heure de course sa 3.0 CSL Alpina heurte violemment l'Alfa Romeo 2000 GTV du français Roger Dubos (de), après avoir dépassé ce dernier dans le virage Malmedy en partant en tête-à-queue: les deux pilotes meurent sur le coup. Lors de la même course, l'italien Massimo Larini est ensuite victime d'un accident aux Combes sur Alfa Romeo 2000 GTAm, et il décède sept jours plus tard à l'hôpital. 
À la suite de ces dramatiques évènements de course, le circuit de Spa-Francorchamps a été redessiné.